# Wake Zone Stawiki

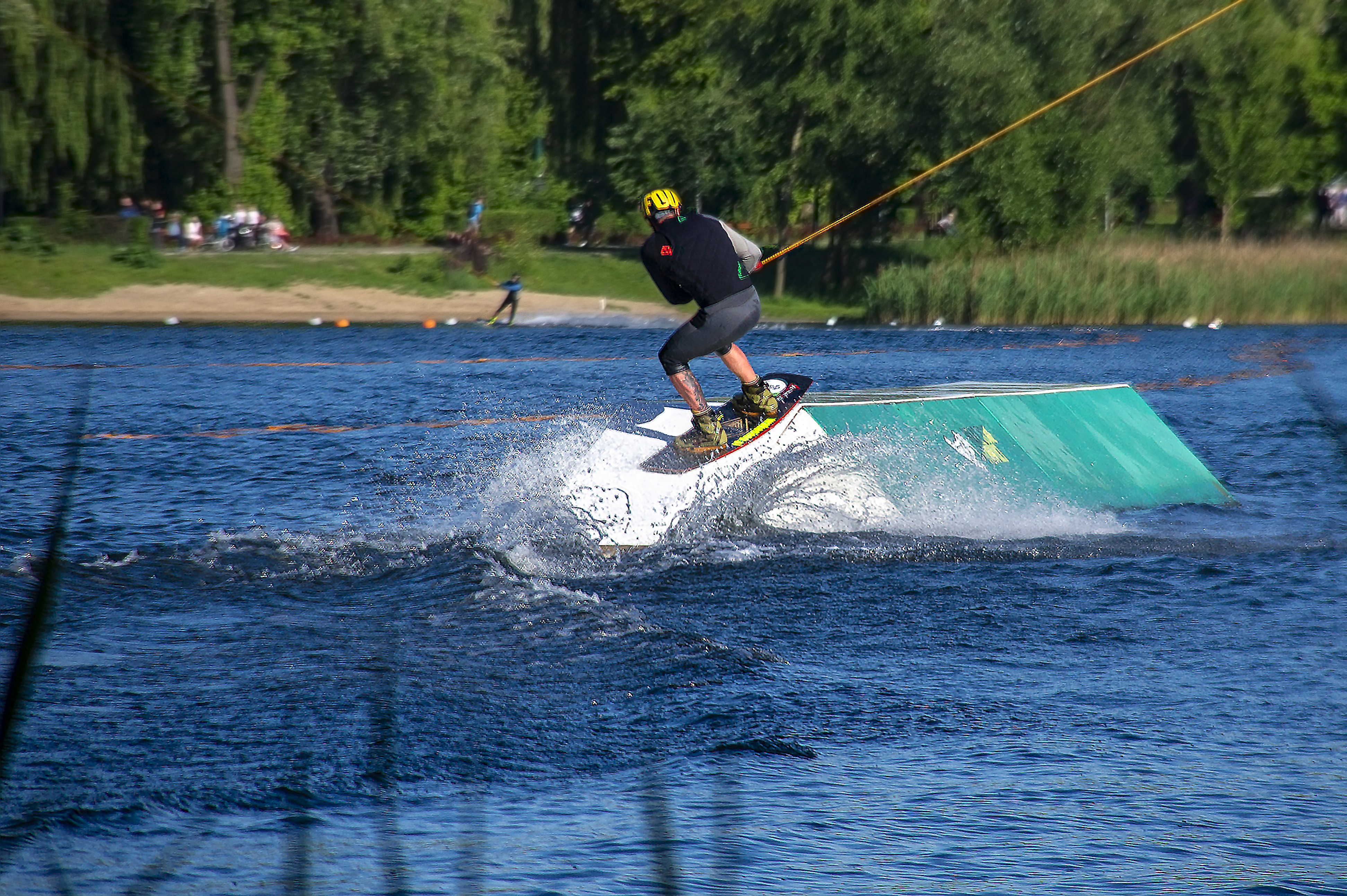
Wakeboarding na stawie Stawiki w Sosnowcu

Wake Zone Stawiki to kompleks sportowo- rekreacyjno- wypoczynkowy którego podstawą jest kompleks wyciągów do wakeboardingu (wakepark) i nart wodnych założony w 2013 roku przez członków kadry Polski w narciarstwie wodnym. Znajduje się w Sosnowieckiej dzielnicy Stary Sosnowiec na zbiorniku Stawiki  nieopodal Stadionu Ludowego. Oficjalnie został uruchomiany 2014-06-29. Rozpoczynał działalność z jednym wyciągiem w systemie 2.0, w którym ruch odbywa się wahadłowo między dwoma słupami w poprzek stawu. W sezonie 2017 pojawił się tutaj pierwszy na Śląsku duży wyciąg 5.0, oparty o 5 słupów. Wraz z budową nowego wyciągu na wodzie pojawiło się wiele profesjonalnych przeszkód, a także powstała nowa infrastruktura z gastronomią, sklepem, szatniami, toaletami i prysznicami. W momencie otwarcia po modernizacji było to najnowocześniejszy obiekt tego typu w Polsce.

## Infrastrutkura

### Duży wyciąg
Tor wodny o długości 750 m obsługiwany przez wyciąg marki Rixen z liną zawieszoną na wysokości 10.5 m opartą o 5 słupów rozstawionych wokół zbiornika. Konstrukcja umożliwia ruch jednokierunkowy, ciągły, wokół akwenu dzięki czemu z wyciągu jednocześnie może 10 osób. Tego typu konstrukcja pozwala na uprawianie zarówno wakeboardingu jak i narciarstwa wodnego.
Na torze rozstawionych jest 16 przeszkód: slajdery, funboxy i skocznie, które urozmaicą jazdę i umożliwiają rozgrywanie zawodów. Tor został wyposażony także w dwa : 100 i 200 metrowe pomosty ułatwiający start i powrót.

### Mały wyciąg
Wyciąg 2.0 Sesitec do wakeboard’u na prostym torze dwukierunkowym o długości 200 m;. Przeznaczony do nauki. Pozbawiony przeszkód.

### Infrastruktura pomocnicza i pozostała[5]
- Aquator –  gumowy tor przeszkód na wodzie dla dzieci od 7 lat.
- punkt gastronomiczny z ogródkiem
- strefa relaksu – plaża z leżakami i pufami[9]
- sklep i wypożyczalnia sprzętu do uprawiania sportów wodnych: deski, narty, kaski, pianki[6],
- centrum testowe
- teren rekreacyjny i plac zabaw: batut, skimboard, gyroborad, trickboard

## Zawody
W kompleksie są rozgrywane zawody na poziomie mistrzowskim zarówno na poziomie krajowym jak i europejskim
- Mistrzostwa Polski w Wakeboardzie i Wakeskacie[10][11]
- Mistrzostw Europy i Afryki w Wakeboardzie i Wakeskacie w 2019[12][13][14]
- Mistrzostw Świata w Narciarstwie Wodnym za wyciągiem w kategorii Open w 2020[14]

## Klub Sportowy Wake Zone
Współpracujący i stowarzyszony w Polskim Związku Motorowodnym i Narciarstwa Wodnego prowadzi ośrodek szkoleniowy sportów wodnych. Trenuje w nim kadra narodowa.
Sekcje:
- wakeboard seniorzy
- wakeboard juniorzy
- narty wodne